# Altena (Drenthe)
Altena is een dorp in de gemeente Noordenveld, in de Nederlandse provincie Drenthe. Het wordt soms ook wel geduid als buurtschap of gehucht. Dit komt enerzijds doordat het tot 1998 geen officiële kern was en anderzijds doordat het qua postcode onder het dorp Peize valt. Onder het dorp valt ook de buurtschap Boerlaan.
Altena ligt op ongeveer twee kilometer afstand van het dorp Peize en is gelegen aan de doorgaande weg van Peize naar Lieveren, die hier kruist met wegen naar Roden en Norg. Altena maakte tot 1998 deel uit van de gemeente Peize. De naam betekent letterlijk al te na, "te dicht bij" (vergelijk Alteveer, al te ver).
Het was tot in het begin van de twintigste eeuw bekend als Lieverseweg, nadat het rond 1850 was ontstaan.
Het dorp telde in 2012 310 inwoners. Altena had tot medio 2014 een eigen basisschool, maar door te weinig leerlingen is beslist om de school te sluiten. Het buurtgebouw is nog steeds in gebruik voor diverse activiteiten.
De omliggende streek bevat een aantal verspreid liggende boerenbedrijven. Aan het eind van de negentiende eeuw nam de lokale bevolking toe door ontginning van het nabijgelegen veen. Aan het eind van die eeuw besloot de gemeente een basisschool te bouwen. Halverwege de twintigste eeuw werden een aantal nieuwbouwwoningen gebouwd en kreeg Altena zijn huidige vorm.
Hoofdplaats: Roden

Overige plaatsen: Allardsoog (deels) · Altena · Alteveer · Amerika · Boerlaan · Een · Een-West · De Streek · Foxwolde · Huis ter Heide · Klunderveen · Langelo · Lieveren · Leutingewolde · Matsloot · Nietap · Nieuw-Roden · Norg · Norgervaart (deels) · Oostindië (deels) · Peest · Peize · Peizermade · Peizerwold · De Pol · Roderesch · Roderwolde · Sandebuur · Steenbergen · Terheijl · Veenhuizen · Westervelde · Zuidvelde

Drenthe: Steden en dorpen      Nederland: Provincies · Gemeenten